# Miconia glazioviana
Miconia glazioviana är en tvåhjärtbladig växtart som beskrevs av Célestin Alfred Cogniaux. Miconia glazioviana ingår i släktet Miconia och familjen Melastomataceae. Inga underarter finns listade i Catalogue of Life.